# Prosca (potok)
Prosca (Prošca) je desni pritok reke Gradaščice, ki izvira v Polhograjskem hribovju, zahodno od Ljubljane. Spada v porečje Ljubljanice.